# Greenville, Delaware
Greenville är en ort (census-designated place) i den amerikanska delstaten Delaware, belägen i New Castle County strax nordväst om delstatens huvudstad Wilmington. Greenville hade 2 326 invånare vid 2010 års federala folkräkning och har karaktären av en välmående villaförort och sovstad, med en medianårsinkomst per hushåll på 133 864 dollar samma år. Till kända invånare räknas politikern Joe Biden och många medlemmar av industrialistsläkten du Pont.

## Kända invånare
- Joe Biden, demokratisk politiker, USA:s vicepresident från 2009 till 2017
- Eleuthère Irénée du Pont (1771–1834), kemist och grundare av kemitillverkaren E.I. du Pont de Nemours
- Henry A. du Pont, republikansk senator och nordstatsöverste i amerikanska inbördeskriget
- Pierre Samuel du Pont de Nemours (1739–1817), fransk författare och nationalekonom
- Pete du Pont, republikansk politiker, Delawares guvernör från 1977 till 1985
- T. Coleman du Pont (1863–1930), republikansk senator
- Ted Kaufman, demokratisk senator